# Курачёв, Андрей Сергеевич
Андрей Сергеевич Курачёв (род. 18 апреля 1993, Усть-Каменогорск) — казахстанский хоккеист, защитник кокшетауского «Арлана», выступающего в ОЧРК.

## Карьера
А. С. Курачёв – воспитанник усть-каменогорского хоккея.
В чемпионате Казахстана за «Астану» и «Казцинк-Торпедо-2» провел 145 игр, забил 4 шайбы и сделал 11 результативных передач.
В ВХЛ в составе «Казцинк-Торпедо» провел 48 игр, забил одну шайбу и сделал одну результативную передачу.
В 2014 году перешёл в «Арлан».
На молодёжном чемпионате мира (U18) 2011 года в 1 дивизионе провел 9 игр и завоевал бронзовые медали. 
На молодёжном чемпионате мира (U20) 2012 года в 1 дивизионе провел 6 игр и завоевал серебряные медали.